# Money to Burn (film 1926)
Money to Burn è un film muto del 1926 diretto da Walter Lang. La sceneggiatura di James Bell Smith si basa sull'omonimo romanzo di Reginald Wright Kauffman pubblicato a New York nel 1924.

## Trama
Rientrando in Sudamerica dagli Stati Uniti dove ha compiuto i suoi studi, Dolores Valdez si innamora di Dan Stone, il medico della nave. Stone crede di avere ucciso accidentalmente un uomo che proteggeva Dolores. Lo zio di Dolores, don Diego, cerca di persuadere la nipote a sposare Manuel Ortega con il quale lui intrattiene degli affari misteriosi. Ortega accoglie Dan a condizioni che curi e guarisca un certo Bacom. Dan e Dolores scoprono poi che Ortega è un falsario. Ma vengono spiati da un gigante nero che cattura Dan. I due uomini, però, alla fine diventano amici e il gigante aiuta il medico a fuggire. Assistito dai marine, Dan sconfigge i falsari, mentre Dolore scopre di essere la vera erede della tenuta di Valdez. Dopo il matrimonio, i due giovani innamorati partono per la luna di miele accompagnati dal gigante come valletto.

## Produzione
Il film fu prodotto dalla Gotham Productions.

## Distribuzione
Il copyright del film, richiesto dalla Lumas, fu registrato il 4 novembre 1926 con il numero LP23347.
Distribuito dalla Lumas Film Corporation, il film uscì nelle sale statunitensi il 6 dicembre 1926. La Gaumont British Distributors lo distribuì nel Regno Unito il 17 ottobre 1927 dopo averlo presentato a Londra 31 marzo 1927. In Brasile, il film prese il titolo Um Encontro Feliz.

### Conservazione
Copie complete della pellicola (35 mm Nitrato Positivo, 35 mm Acetata Dupe Negativo) si trovano conservate negli archivi della Library of Congress di Washington e dell'Museum Of Modern Art di New York.